# Moti del 1820-1821

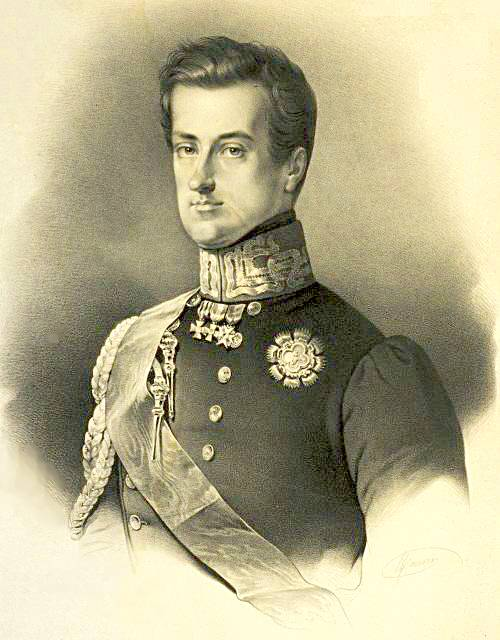
Carlo Alberto di Savoia partecipò alla battaglia del Trocadero per stroncare i rivoltosi spagnoli, dopo essere stato per breve tempo la speranza degli analoghi moti di insurrezione piemontesi.

I moti del 1820-1821 furono tentativi di insurrezione contro i regimi assolutisti, che nacquero in Spagna e si diffusero poi in altri paesi europei, tra cui diversi stati italiani.
In Spagna si accese, il 1º gennaio 1820, una ribellione guidata da alcuni ufficiali dell'esercito: presso il porto di Cadice, essi si rifiutarono di partire alla volta delle Americhe per stroncare i governi indipendentisti che si stavano creando. Il tentativo parve riuscire: fu concessa una Costituzione e convocato il Parlamento. Ma, dopo quei primi successi, la rivolta fu soffocata nel sangue. Con la battaglia del Trocadero (31 agosto 1823), alla quale partecipò anche il principe Carlo Alberto di Savoia, erede al trono di Sardegna, i soldati francesi misero fine definitivamente ai disordini.
Sulla spinta degli avvenimenti spagnoli, anche negli Stati italiani si moltiplicarono i primi tentativi insurrezionali: prima nel giugno 1820 in Sicilia e poi nel luglio a Napoli andarono organizzandosi gruppi di ribelli, mentre nel marzo 1821 scoppiò la rivoluzione in Piemonte. Quei moti, che miravano a ottenere una Costituzione e l'indipendenza dallo straniero, erano però destinati a spegnersi: nel Napoletano intervennero truppe austriache, fatte chiamare dal re Ferdinando, affrettatosi al congresso di Lubiana, e i rivoltosi furono sbaragliati; in Piemonte i ribelli, che non avevano come obiettivo il ribaltare la monarchia sabauda, anzi chiedevano al re di unificare l'Italia, furono sconfitti; furono eseguite alcune condanne a morte, e in molti furono costretti a fuggire. Nel Lombardo-Veneto la scoperta di alcune società segrete portò a processi e condanne contro molti degli oppositori del dominio austriaco.
Nel dicembre 1825, infine, in Russia scoppiò un moto insurrezionale detto moto decabrista dal nome del mese, ma fu immediatamente represso.

## L'insurrezione in Spagna (1820-23)

### Ilpronunciamientodi Cadice

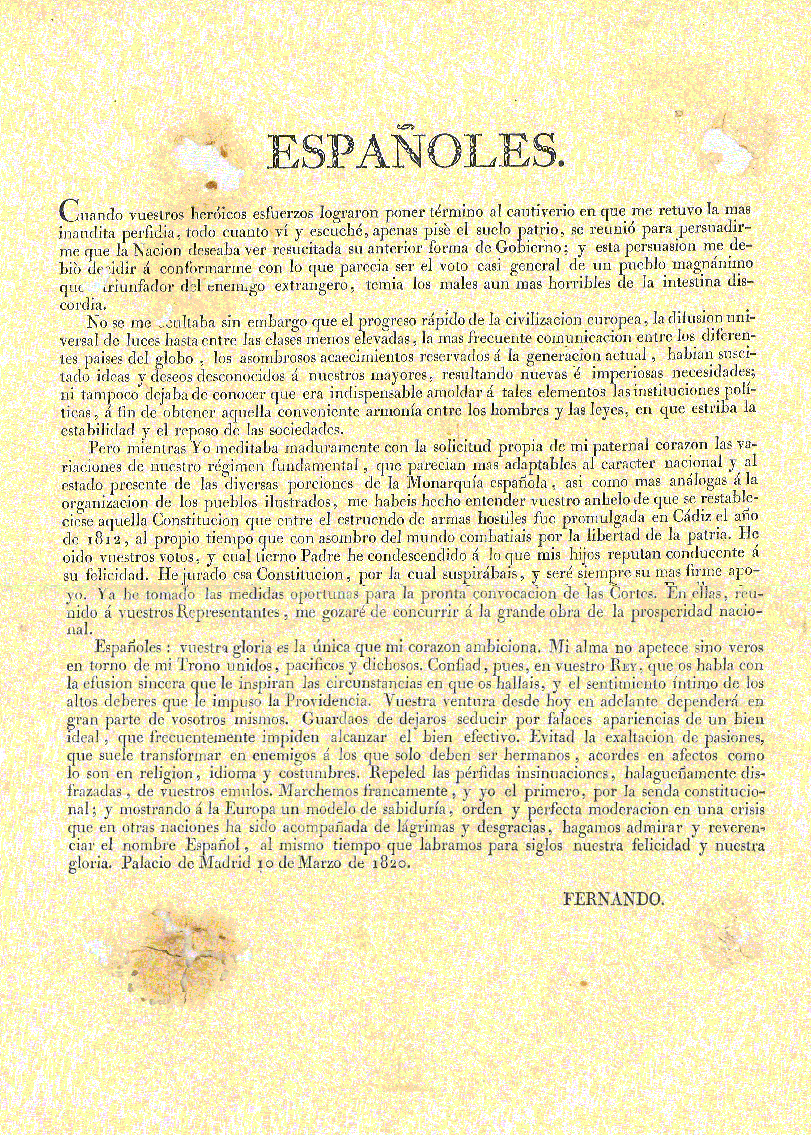
Dichiarazione del giuramento prestato da Ferdinando VII alla Costituzione di Cadice

La data di inizio dei moti può considerarsi il 1º gennaio 1820. Nel porto della città marittima di Cadice, in Spagna, alcuni reparti militari avevano ricevuto l'incarico di imbarcarsi alla volta delle colonie spagnole, alcune delle quali si erano date governi indipendenti a seguito dell'invasione napoleonica della Spagna, della cacciata dei Borbone e della mancanza di un governo centrale saldo; con l'invio dei battaglioni si pensava di sedare così la rivolta guidata da Simón Bolívar.
Gli ufficiali rifiutarono però di imbarcarsi e diedero inizio a una rivolta, detta pronunciamiento. Seguiti dai loro reparti, essi esigevano che il re Ferdinando VII concedesse nuovamente la Costituzione di Cadice, abrogata dopo il suo ritorno sul trono. Uno dei capi principali dei moti fu Rafael del Riego, che guidò il suo battaglione sino ad Arcos de la Frontera, dove prese prigioniero il comandante in capo del corpo di spedizione nelle Americhe, il generale conte de Calderón. Dopodiché, cominciò una marcia per molte città andaluse, con l'intento di sollevarle, intento che si scontrò con una generale indifferenza delle popolazioni. E ciò nonostante fu minima la reazione da parte dei legittimisti o del governo centrale, incapace di reagire per reprimere i reparti ribelli. Riego, a ogni buon conto, dovette disperdere la colonna, cercando egli stesso rifugio nelle deserte colline dell'Estremadura.
Al fallimento del pronunciamento in Andalusia, tuttavia, seguì un secondo tentativo militare, questa volta nella lontana Galizia, a La Coruña, seguita da Ferrol e da Vigo: in tutte queste città fu ri-proclamata la Costituzione del 1812. Poi il movimento insurrezionale si estese per il resto della Spagna.

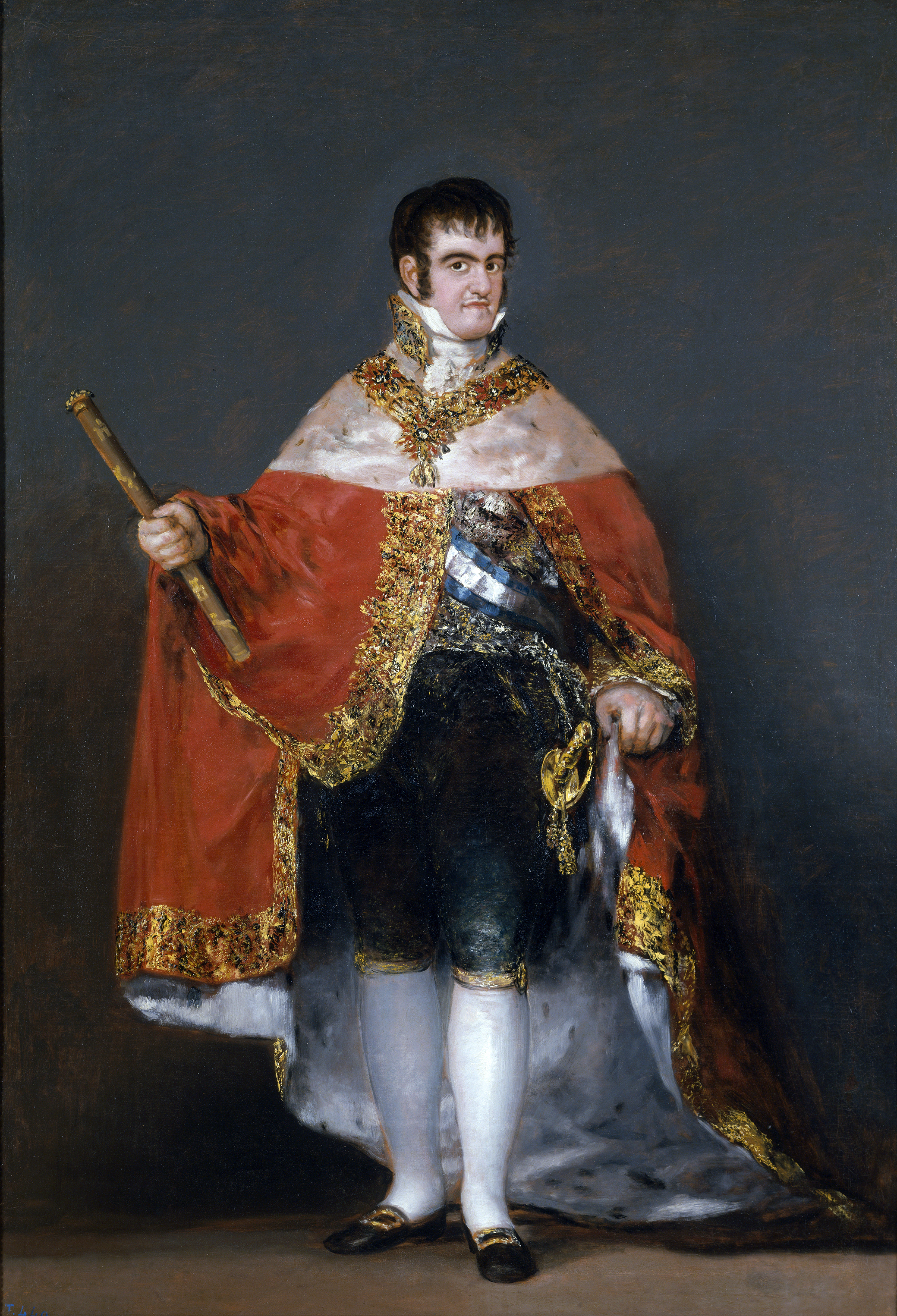
Ferdinando VII ritratto da Goya.

L'evento culminante ebbe luogo il 7 marzo 1820, allorché una folla circondò il Palazzo reale di Madrid, ove risiedeva Ferdinando VII. Questi considerava di disporre, nella guarnigione della capitale, di truppe sufficienti per spazzare il tumulto ed emanò i relativi ordini al comandante generale Francisco Ballesteros. Il generale, però, rispose di non poter rispondere della propria truppa. Seguirono ore di marcata tensione, sino alla tarda serata, quando il sovrano fu indotto a firmare un decreto col quale dichiarava di aver stabilito di giurare sulla Costituzione in accordo con la volontà generale del popolo.
Seguì, il 10, un proclama reale, «Manifiesto del rey a la Nación española», nel quale Ferdinando annunciava di aver prestato giuramento alla Costituzione il precedente 8, e aggiungeva: «Marciamo risolutamente, e io sarò il primo, per il sentiero costituzionale». Cominciava così il Triennio liberale.

### La reazione assolutista
Il 9-14 ottobre 1822, al congresso di Verona, le potenze della Santa Alleanza autorizzarono la Francia reazionaria di Luigi XVIII a condurre un corpo di spedizione in Spagna, con lo scopo di reintrodurre la monarchia assoluta.
Il 7 aprile 1823 un esercito di ben 95.000 uomini, detti i «Centomila Figli di San Luigi» e guidati dal duca d'Angoulême (figlio di Carlo X e quindi nipote di Luigi XVIII), attraversò la frontiera sui Pirenei. Salvo alcuni scontri minori in Catalogna, il Duca poté condurre una facile marcia sino a Madrid, raggiunta il 24 maggio, ove fu trionfalmente accolto.
Nel frattempo il governo liberale che si era formato aveva preso formalmente prigioniero Ferdinando e lo aveva condotto con sé nella città-fortezza di Cadice, centro della rivolta liberale. Qui i deputati liberali delle Cortes Generales, con il pieno appoggio di Riego, si riunirono per votare la destituzione del prigioniero Ferdinando.
Lì giunsero anche i francesi, che cominciarono un assedio, condotto con l'appoggio di una grandissima flotta forte di 67 navi da battaglia. L'assedio si concluse il 31 agosto quando, dopo la vittoriosa conquista di due forti all'imbocco della penisola a 12 chilometri da Cadice, nota come battaglia del Trocadero, cui partecipò anche Carlo Alberto di Savoia, la città fu costretta alla capitolazione.

## I moti in Sicilia (1820-21)

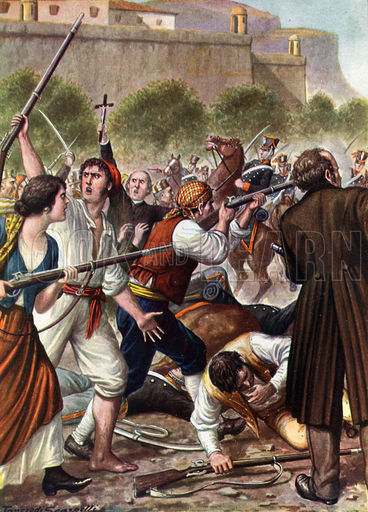
L'insurrezione di Palermo

La soppressione formale del Regno di Sicilia, che fu unificato nel dicembre 1816 con quello di Napoli dai Borboni, fece nascere in tutta l'isola un movimento di protesta animato sia dai baroni sia dai ceti popolari. Il 15 giugno 1820, gli indipendentisti  guidati da Giuseppe Alliata di Villafranca insorsero, catturando 14.000 fucili dell'arsenale di Palermo. Fu istituito un governo a Palermo (18-23 giugno), presieduto da Giovanni Luigi Moncada, principe di Paternò, e il 16 luglio fu convocato il Parlamento siciliano, che ripristinò la Costituzione siciliana del 1812.
Il 23 luglio fu inviata una delegazione presso il governo rivoluzionario di Napoli per chiedere il ripristino del Regno di Sicilia, seppur sempre a guida borbonica, la Costituzione e un proprio Parlamento. Il governo napoletano rifiutò e, il 30 agosto, inviò un esercito (circa 6.500 soldati, i quali si aggiunsero agli altrettanti di guarnigione a Messina e nella parte orientale della Sicilia, non in rivolta) agli ordini del generale Florestano Pepe, che il 22 settembre a Termini Imerese stipulò un accordo con il governo siciliano al fine di rimettere la decisione di istituire il Parlamento ai rappresentanti dei comuni che stavano per essere eletti. L'accordo fu ratificato il 5 ottobre da Palermo, ma il Parlamento appena eletto a Napoli rifiutò e, il 14 ottobre, richiamò Pepe e inviò il generale Pietro Colletta che riconquistò la Sicilia con lotte sanguinose e ristabilì il 22 novembre la monarchia, rimettendo nuovamente l'isola sotto il controllo del governo costituzionale napoletano, fino al marzo 1821, quando gli austriaci occuparono Napoli e soppressero la Costituzione.

## Il moto carbonaro di Napoli (1820-21)

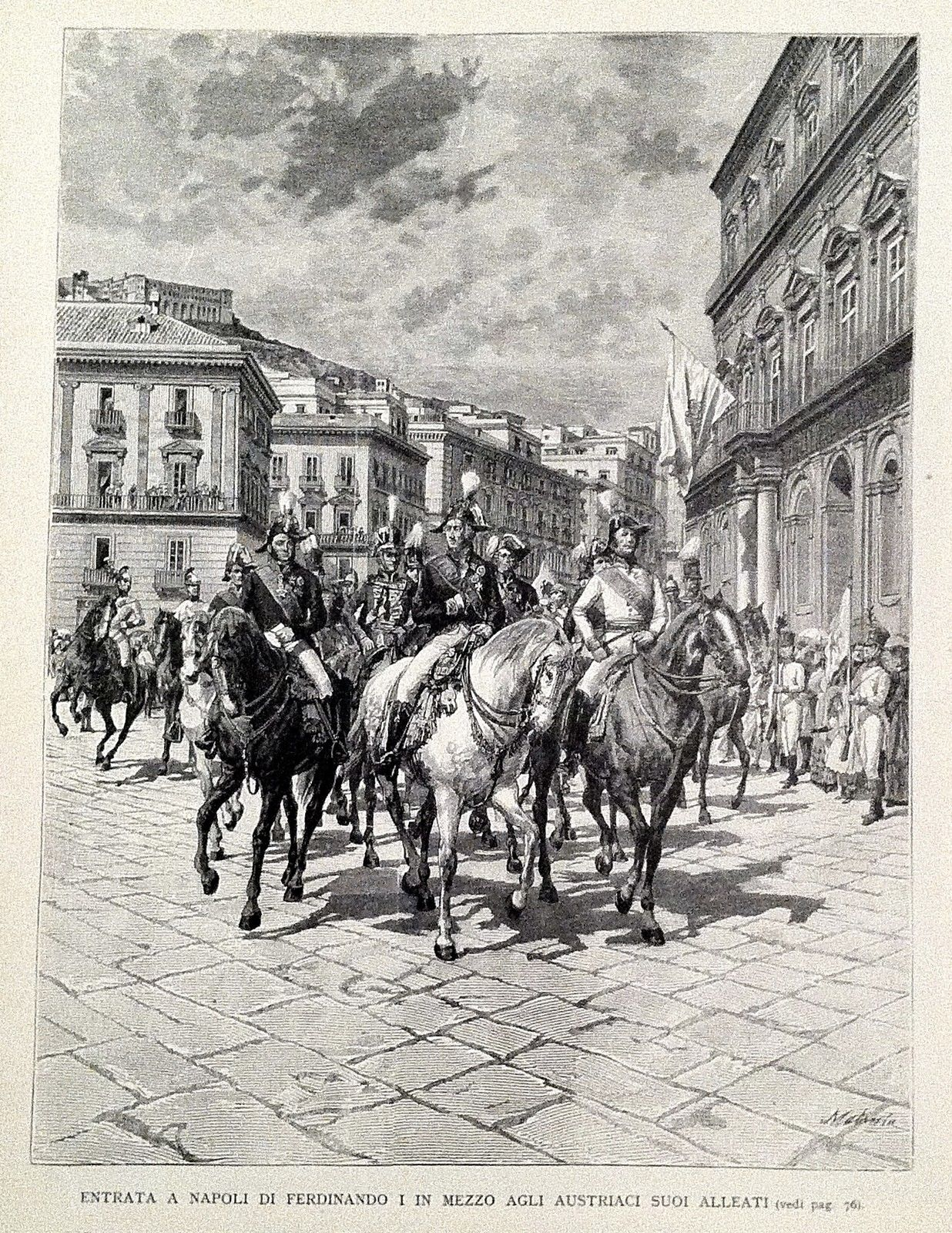
Rientro in Napoli di Ferdinando I scortato dalle truppe austriache

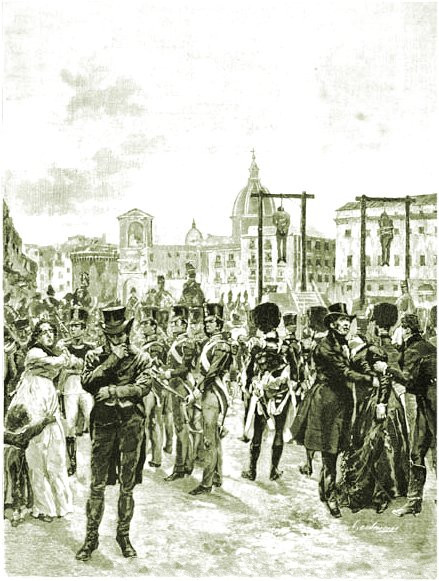
Napoli, 12 settembre 1822, Giuseppe Silvati e Michele Morelli sono impiccati in seguito alla repressione dei moti carbonari napoletani

La diffusione, nel marzo 1820, anche nel Regno delle Due Sicilie, della conquista in Spagna del regime costituzionale contribuì notevolmente a esaltare gli ambienti carbonari e massonici. A Napoli, la cospirazione (la quale non si pose mai l'intento di destituire il re, ma solo di chiedere la Costituzione) prese subito vigore e coinvolse anche alcuni ufficiali superiori, come i fratelli Florestano e Guglielmo Pepe, magistrati come Giustino Fortunato e letterati come Domenico Simeone Oliva.
Michele Morelli, capo della sezione della Carboneria di Nola, decise di coinvolgere il proprio reggimento nella cospirazione. Con gli insorti si schierarono Giuseppe Silvati, sottotenente, e Luigi Minichini, prete nolano dalle idee anarcoidi.
La notte tra il 1º e il 2 luglio 1820, la notte di San Teobaldo di Provins patrono dei carbonari, Morelli e Silvati diedero il via all'insurrezione disertando con circa 130 uomini e 20 ufficiali. Ben presto li raggiunse Minichini, che entrò in contrasto con Morelli: il primo voleva procedere con un largo giro per le campagne allo scopo di aggiungere alle proprie file quei contadini e quei popolani che credeva attendessero di unirsi alla cospirazione; il secondo voleva puntare direttamente su Avellino, dove lo attendeva il generale Pepe. Minichini lasciò lo squadrone allo scopo di seguire il proprio intento, ma dovette far ritorno poco dopo senza risultati. Il giovane ufficiale Michele Morelli, sostenuto dalle proprie truppe, procedette verso Avellino senza incontrare per le strade l'entusiasmo delle folle che si aspettava. Il 2 luglio, a Monteforte, fu accolto trionfalmente. Il giorno seguente, Morelli, Silvati e Minichini fecero il loro ingresso ad Avellino, accolti dalle autorità cittadine rassicurate del fatto che la loro azione non aveva intenzione di rovesciare la monarchia, e proclamarono la Costituzione sul modello spagnolo. Dopo di che, passarono i poteri nelle mani del colonnello De Concilij, capo di stato maggiore del generale Pepe. Questo gesto di sottomissione alla gerarchia militare provocò il disappunto di Minichini, che tornò a Nola per incitare una rivolta popolare.
Il 5 luglio, Morelli entrò a Salerno mentre la rivolta si espandeva a Napoli, dove il generale Guglielmo Pepe aveva raccolto molte unità militari. Il giorno seguente, re Ferdinando I si vide costretto a concedere la Costituzione, sul modello di quella spagnola del 1812. In agosto fu eletto il nuovo Parlamento napoletano.
Dopo pochi mesi, le potenze della Santa Alleanza riunite in congresso a Lubiana, su richiesta di re Ferdinando, decisero l'intervento armato: circa 50.000 soldati austriaci furono inviati contro i rivoluzionari che nel Regno delle Due Sicilie avevano proclamato la Costituzione. I costituzionalisti di Napoli, comandati da Michele Carrascosa e Guglielmo Pepe, cercarono di resistere, ma il 7 e 9 marzo 1821, sebbene forti di 40.000 uomini tra regolari (25.000 soldati, circa un migliaio di cavalleggeri e 14.000 guardie provinciali) e volontari, furono sconfitti nella battaglia di Antrodoco dalle truppe austriache, nei cui scontri presero parte solamente 12.000 austriaci e 14.000 costituzionali del generale Pepe, di cui metà regolari e metà provinciali. Il generale Angelo d'Ambrosio guidò l'estrema resistenza delle truppe costituzionali nella fortezza sul Volturno e fu poi costretto a firmare la cessazione delle ostilità il 20 marzo. Il 24 marzo le truppe austriache entrarono a Napoli scortando re Ferdinando senza incontrare ulteriore resistenza e chiusero il neonato parlamento.
Dopo un paio di mesi, re Ferdinando revocò la Costituzione e affidò al ministro di polizia, il principe di Canosa, il compito di catturare tutti coloro che erano sospettati di cospirazione. Tra questi, curiosamente, apparve anche il giovane Vincenzo Bellini, allora studente presso il Real collegio della Musica presso il convento di San Sebastiano di Napoli, il quale ritrattò la propria aderenza ai moti e pertanto ottenne il condono. Silvati e Morelli furono impiccati a Napoli il 12 settembre del 1822

## L'insurrezione piemontese (1821)

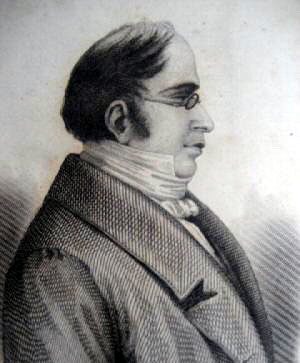
Il conte Santorre di Santarosa, che guidò l'insurrezione piemontese.

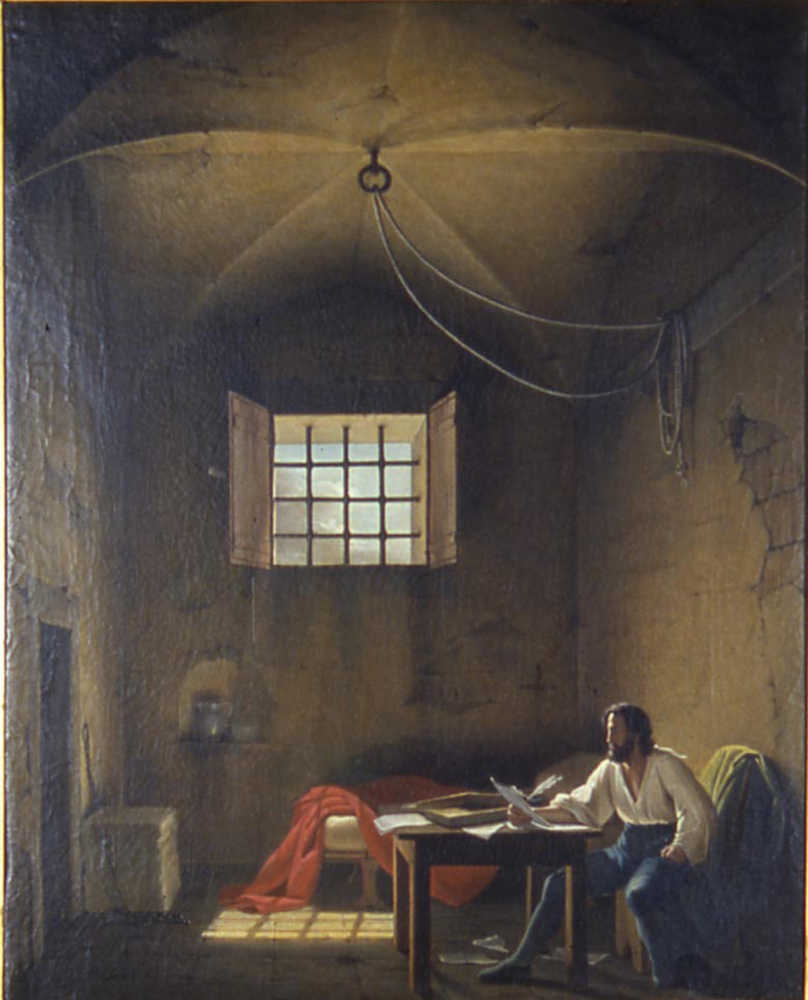
Ritratto di patriota in carcere. Dipinto del 1830 di Vincenzo Niccolini, con i colori delle stoffe viene mostrato il tricolore

Già da tempo in Piemonte, e in particolare a Torino, alcuni gruppi, di idee borghesi e liberali, avevano coltivato l'idea di una campagna militare, che avrebbe dovuto essere guidata dal re di Sardegna Vittorio Emanuele I di Savoia, allo scopo di liberare i territori lombardo-veneti dalla dominazione austriaca. Inoltre, essi ritenevano che il re si dovesse impegnare a concedere ufficialmente una Costituzione ai sudditi del regno, fatto che avrebbe testimoniato l'impegno dei Savoia ad allearsi con i patrioti e ad assumere la guida del movimento liberale italiano. Tuttavia, fin dall'inizio del suo mandato, Vittorio Emanuele I si impegnò a restaurare in Piemonte e negli altri territori sotto il suo controllo un soffocante regime assolutistico, che andava in direzione opposta alle idee liberali della Carboneria e della borghesia in generale.
Si pensò quindi di cercare un altro alleato, che si palesò nella figura del giovane erede al trono sabaudo, Carlo Alberto di Savoia, principe di Carignano, per indurlo ad assumere la guida dei rivoluzionari. Carlo Alberto era stato infatti l'unico esponente della famiglia sabauda a esprimere la propria solidarietà agli universitari torinesi che, nel gennaio 1821, avevano organizzato contro l'Austria una manifestazione pacifica e liberale contro gli arresti avvenuti il giorno precedente nei pressi di un teatro, manifestazione repressa subito nel sangue: per questo motivo, si pensò che Carlo Alberto avesse davvero a cuore la questione italiana. I primi contatti si rivelarono più che positivi e sembrava che il giovane esponente di casa Savoia avesse davvero intenzione di aderire all'impresa.
Le insurrezioni scoppiate in Spagna e in Italia meridionale nel 1820 avevano contribuito a rafforzare il patriottismo italiano, in particolare quello piemontese, i cui sostenitori pensarono che la loro rivolta sarebbe stata appoggiata e seguita, con ogni probabilità, da parte dei patrioti siciliani e napoletani. Inoltre, i patrioti piemontesi cercarono in ogni modo di sostenere militarmente gli omologhi napoletani, ma non vi riuscirono per motivi legati alla scarsa organizzazione e alla tardiva notizia della partenza dell'esercito asburgico per il Regno di Napoli. Nella seconda metà del 1820, Santorre di Santa Rosa, uno dei principali esponenti dell'organizzazione dei moti, si incontrò spesso segretamente con alcuni generali, politici (tra cui Amedeo Ravina) e con il giovane principe di casa Savoia per definire la data e le modalità della ribellione. Dopo molte riunioni, si stabilì che la rivolta dovesse scatenarsi non prima dell'inizio del nuovo anno, in modo che l'esercito austriaco, ancora impegnato nella repressione dei moti di Nola e di Napoli dello stesso anno, non fosse subito pronto a intervenire in quanto bisognoso di qualche tempo per riorganizzarsi.
Il 6 marzo 1821, durante la notte, Santorre e altri generali si riunirono nella biblioteca del principe, insieme allo stesso Carlo Alberto, per organizzare nei dettagli l'impresa che, secondo un accordo precedente, sarebbe dovuta iniziare nel mese di febbraio: nel corso dell'incontro, Carlo Alberto mostrò alcuni tentennamenti, soprattutto sulla loro intenzione di dichiarare guerra all'Austria, che portarono Santorre ad avere qualche dubbio sul principe e sulle sue vere intenzioni. Tuttavia, Carlo Alberto lasciò intendere il suo appoggio e, per questo motivo, Santorre e i suoi associati fecero pervenire il messaggio di prossimo inizio della rivolta ai reparti militari di Alessandria che, il 10 marzo, diedero inizio all'insurrezione issando la bandiera tricolore per la prima volta nella storia risorgimentale presso la cittadella di Alessandria, insieme a quella carbonara, seguiti subito dopo dai presidi di Vercelli e Torino. In quell'occasione fu emesso da parte dei generali insorti il famoso Pronunciamento, un proclama con il quale si decise l'adozione di una Costituzione, improntata su quella spagnola di Cadice del 1812, che prevedeva maggiori diritti per il popolo piemontese e una riduzione del potere del sovrano. Ma il re, dopo aver tentato di convincere gli insorti all'obbedienza e ricevuto da Lubiana le delibere delle potenze che negavano ogni sorta di innovazione liberale all'Italia, piuttosto che concedere il documento, preferì abdicare in favore del fratello Carlo Felice di Savoia, che si trovava però a Modena. La reggenza fu così affidata al principe Carlo Alberto che, assunto l'incarico, dapprima fu assalito da dubbi poiché non volle prendere decisioni senza consultare Carlo Felice, ma premuto dai federati concesse la Costituzione, nominò una giunta, concesse l'amnistia agli insorti e nominò Santorre di Santarosa ministro della guerra del governo provvisorio. Il congresso di Lubiana aveva deliberato di raccogliere delle truppe per riordinare l'Italia e Carlo Felice intimò a Carlo Alberto di raggiungere Novara, dove andava formandosi l'esercito di Vittorio Sallier De La Tour, per offrire i propri uomini. Egli ubbidì e successivamente espresse il desiderio di raggiungere Carlo Felice a Modena, cosa che gli fu negata.
Sull'entusiasmo suscitato dai moti torinesi, Alessandro Manzoni compose l'ode Marzo 1821, celebrando quello che sembrava stesse accadendo: l'attraversamento del Ticino da parte dell'armata sarda in appoggio ai patrioti lombardi contro gli austriaci.
Di ritorno nella capitale, il nuovo sovrano Carlo Felice revocò la Costituzione e impose a Carlo Alberto di rimettersi al suo volere, abbandonando Torino e recandosi a Novara, rinunciando definitivamente alla sua carica e alla guida del movimento di rivolta. Nella notte del 22 marzo, mentre alcuni, tra cui lo stesso Santorre di Santa Rosa, annunciavano una prossima guerra contro l'Austria, Carlo Alberto fuggì segretamente a Novara, abbandonando gli insorti al loro destino. Poche ore dopo Santorre, alla guida di un piccolo reparto, si recò nella città piemontese per tentare di convincere il principe e le sue truppe a tornare dalla sua parte, ma la missione si rivelò del tutto infruttuosa.
Privi di un appoggio, i costituzionali decisero di sciogliersi. Fu proposto un nuovo tentativo di insurrezione a Genova, ma subito si decise di non intervenire. Inoltre giunsero a Torino, come supporto all'esercito regio, plotoni austriaci che inflissero una pesante sconfitta ai costituzionali: il neonato governo cadde dopo neppure due mesi e il sogno dei rivoluzionari si infranse.

## In Russia nel 1825
Nel dicembre 1825, in Russia, scoppiò un nuovo moto insurrezionale, il cosiddetto moto decabrista dal nome del mese, che fu però immediatamente represso. Il giorno della rivolta, il 14 dicembre, le truppe, guidate da alcuni ufficiali del reggimento Preobraženskij, si riunirono nella Piazza del Senato, a San Pietroburgo, ma la Guardia reale, fedele allo zar Nicola I, aprì il fuoco sui soldati ribelli e l'insurrezione fu immediatamente sedata. Dopo una reclusione nella fortezza di Pietro e Paolo e un breve processo, il 25 giugno 1826 i cinque esponenti principali furono impiccati, mentre gli altri, per un totale di circa 600 persone, furono mandati in esilio in Siberia.